# Courtonne-la-Meurdrac
Courtonne-la-Meurdrac – miejscowość i gmina we Francji, w regionie Normandia, w departamencie Calvados.
Według danych z 1990 r. gminę zamieszkiwało 609 osób, a gęstość zaludnienia wynosiła 48 osób/km² (wśród 1815 gmin Dolnej Normandii Courtonne-la-Meurdrac plasuje się na 372. miejscu pod względem liczby ludności, natomiast pod względem powierzchni na miejscu 346.).